# Robert Armin
Robert Armin (1563 — 1615) foi um ator inglês do teatro isabelino, membro da companhia do Lorde Chamberlain.
Foi o ator de comédia mais destacado da trupe associada a William Shakespeare depois da saída de Will Kempe, em meados de 1600. Também foi um escritor cômico popular, escreveu uma comédia, The History of the Two Maids of More-clacke, assim como Foole upon Foole, A Nest of Ninnies (1608) e The Italian Taylor and his Boy.